# Cerovo (ort)
Cerovo (makedonska: Церово) är en ort i Nordmakedonien. Den ligger i kommunen Želino, i den nordvästra delen av landet, 24 kilometer väster om huvudstaden Skopje. Cerovo ligger 648 meter över havet och antalet invånare är 431.